# Градски колеж на Лос Анджелис
Градският колеж на Лос Анджелис (на английски: Los Angeles City College) е обществен колеж в Лос Анджелис, щата Калифорния.
Основан е през 1929 г. Предлага обучение за начално висше образование (Associate Degree), еквивалентно на полувисшето или равняващо се на първите две години от бакалавърската степен.

## Известни възпитаници
- Клинт Истууд, актьор и режисьор
- Марк Хамил, актьор
- Джон Уилямс, композитор